# Lucylian Krynicki
Lucylian (lub Lucjan, lub Łucjan) Krynicki (ukr. Лук'ян Криницький) herbu Korab (ur. 15 czerwca 1827 w Żołtańcach, zm. 26 sierpnia 1903 we Lwowie) – prawnik, sędzia, poseł do Sejmu Krajowego i austriackiej Rady Państwa.

## Życiorys
Ukończył gimnazjum we Lwowie, a następnie wydział prawa na uniwersytecie we Lwowie (1849). Po studiach rozpoczął pracę w sądownictwie galicyjskim jako aplikant w Sądzie Karnym we Lwowie. Potem pracował jako urzędnik w Magistracie miasta Lwowa (1850–1852). Auskultant w Sądzie Krajowym we Lwowie (1853–1855)  w latach 1854–1855 oddelegowany jako komisarz sądowy do Powiatowej Komisji Wymiaru Powinności Gruntowych w Wieliczce. Adiunkt sądowy w Sądzie Krajowym w Krakowie (1856–1858). W randze sekretarza zastępca prokuratora w oddziale Prokuratury Państwowej w Krakowie (1859–1864). Prokurator i kierownik oddziału Prokuratury Państwowej w Samborze (1864–1875), od 1870 radca Sądu Krajowego we Lwowie (1870–1875). Prezes Sądu Obwodowego w Tarnopolu (1875–1897), od 1888 jako radca dworu. Radca Wyższego Sądu Krajowego we Lwowie (1897–1898). W 1898 przeszedł w stan spoczynku.
Orientacja polityczna jest trudna do określenia. Podobnie jak jego stryj Onufry Krynicki należał do istniejącej wówczas grupy ludzi, którą określano Gente Ruthenus, natione Polonus W latach 70. XIX wieku należał m.in. do Klubu Ruskiego w austriackiej Radzie Państwa. W miarę narastania konfliktu polsko-ukraińskiego ostatecznie w latach 90. opowiedział się po stronie polskiej.
Poseł do Sejmu Krajowego Galicji VI kadencji (10 października 1889 – 17 lutego 1895) wybrany z III kurii, z okręgu wyborczego nr 5 (Tarnopol). Poseł do austriackiej Rady Państwa V kadencji (4 listopada 1873 – 22 maja 1879) wybrany z kurii IV (gmin wiejskich), z okręgu wyborczego nr 14 (14 Sambor-Łąka-Staremiasto-Starasól-Turka-Borynia-Rudki-Komarno) oraz VIII kadencji (22 lutego 1894 – 22 stycznia 1897), mandat uzyskał w kurii II (gmin miejskich) w okręgu wyborczym nr 8 (Tarnopol-Brzeżany), w dodatkowych wyborach przeprowadzonych po rezygnacji Euzebiusza Czerkawskiego. W kadencji V należał do Klubu Ruskiego zaś w kadencji VIII do Koła Polskiego w Wiedniu.
W niedziele 28 lutego 1897 na pełnym posiedzeniu obu oddziałów centralnego komitetu wyborczego zatwierdzono kandydaturę Łucjana Krynickiego w V kurii w okręgu wyborczym Borszczów.

## Odznaczony
Kawaler Orderu ces. Leopolda (1894).

## Rodzina i życie prywatne
Urodził się w rodzinie greckokatolickiego duchownego, jego ojcem był ks. Petro Krynicki, proboszcz w Żółtańcach, pow. żółkiewski, a matką Maria z Kaweckich. Jego stryjem był profesor Uniwersytetu Lwowskiego Onufry Krynicki, a bratem oficer armii austriackiej Juliusz. Ożenił się w 1861. Miał syna Bohdana Krynickiego (1862–1913), również prawnika i posła do Sejmu Krajowego.